# Risoluzione 476 del Consiglio di sicurezza delle Nazioni Unite
La risoluzione 476 del Consiglio di sicurezza delle Nazioni Unite, adottata il 30 giugno 1980, ha dichiarato che "tutte le misure legislative e amministrative e le azioni intraprese da Israele, la potenza occupante, che pretendono di alterare il carattere e lo status della Città Santa di Gerusalemme non hanno validità legale e costituiscono una flagrante violazione della Quarta Convenzione di Ginevra”.
La risoluzione è stata adottata con 14 voti favorevoli e nessuno contrario, con l'astensione degli Stati Uniti.